# Diego Ferreira (calciatore)
Diego Ismael Ferreira Villa (Montevideo, 4 maggio 1985) è un ex calciatore uruguaiano, di ruolo centrocampista.

## Palmarès

### Club

#### Competizioni nazionali
- Liguilla Pre-Libertadores de América: 1

Defensor Sporting: 2005-2006
- Campionato uruguaiano: 1

Defensor Sporting: 2007-2008